# Eláti (Kozáni)
Eláti, en grec moderne : Ελάτη,  est un village du dème de Sérvia, district régional de Kozáni, en Macédoine-Occidentale, Grèce.
Selon le recensement de 2011, la population du village s'élève à 415 habitants.